# Clifford Brown & Max Roach
Clifford Brown and Max Roach è un album del trombettista jazz Clifford Brown e del batterista jazz Max Roach, pubblicato in formato LP nel 1954 e successivamente nel 1955 e rimasterizzato in CD nel 2000.

## Il disco
La breve carriera di Clifford Brown ha visto la sua massima espressione nel sodalizio col batterista Max Roach. I due, incontratisi nel 1954, hanno dato vita a un gruppo, per lo più in quintetto, che ha lasciato diverse incisioni, sia in studio sia dal vivo. L'album che porta semplicemente i loro nomi è forse il più famoso, anche se non da meno in termini qualitativi sono i dischi live, registrati successivamente.
L'album presenta entrambi gli artisti come co-leader, accompagnati da tre sideman che, come riportato nelle stesse note di copertina originali, erano ben poco conosciuti, ma danno comunque il loro prezioso e valido apporto all'opera. Il sassofonista è Harold Land, il cui suono è una combinazione tra vecchia impostazione e moderna concezione di questo strumento e del jazz in generale (suona in parte Bird e in parte Benny Goodman) e la cui collaborazione con il quintetto terminerà nel novembre del 1955, sostituito da Sonny Rollins. Gli vengono lasciati ampi spazi per propri assoli così come al pianista, che è Richie Powell, fratello del più famoso Bud. Al contrabbasso troviamo George Morrow, che offre una solida base per gli assoli dei colleghi.
L'album presenta due brani originali del trombettista, uno di Bud Powell e altri brani di diversa provenienza, non disdegnando una composizione swing di Duke Ellington. Il brano The Blues Walk era stato inizialmente attribuito a Clifford Brown (ne esiste anche una versione attribuita a Sonny Stitt intitolata Loose Walk), ma in realtà era stato composto due anni prima dal sassofonista Chris Woods e a lui correttamente attribuito nell'edizione in CD.

## Le edizioni
Oltre alle varie edizioni nazionali (francese, giapponese, spagnola ecc.) sono 3 le principali versioni in cui è stata presentata quest'opera.
Inizialmente è uscita verso la fine del 1954, pubblicata dalla EmArcy in formato LP da 10” (Codice MG26043), contenente solo i primi 5 brani, l'ultimo dei quali tagliato per esigenze di spazio. Successivamente nel 1955 è stata pubblicata dalla stessa casa discografica in formato LP da 12” (Codice MG36036), che contiene la versione completa del quinto brano più altri due (con una sequenza dei brani leggermente diversa). Nel 2000 l'album è stato pubblicato in CD dalla Verve (Codice 314 543 306-2) con un ottavo brano e la versione alternativa di 3 brani dell'edizione originaria, peraltro già pubblicati in un cofanetto di 6 CD (Verve 838 306-2) contenente tutte le registrazioni fatte da Clifford Brown con la casa discografica EmArcy.

## Le copertine
Le edizioni LP da 10” e da 12” sono distinguibili, oltre che per la dimensione, anche dal fatto che le copertine riportano, sulla medesima foto, dati diversi. In quella da 10” sono elencati i musicisti con i rispettivi strumenti, in quella da 12” sono invece elencati i brani.
Nella back-cover della versione da 10” come quinto brano viene erroneamente riportato, anziché Jordu, il brano Darn That Dream (di Van Heusen e DeLange), che invece è presente in altre registrazioni del quintetto.

## Tracce
1. Delilah - (Victor Young) - (8:03)*
2. Parisian Thoroughfare - (Bud Powell) - (7:15)*
3. Daahoud - (Clifford Brown) - (4:01)*
4. Joy Spring - (Clifford Brown) - (6:48)*
5. Jordu - (Duke Jordan) - (7:42)**
6. The Blues Walk - (Chris Woods) - (6:44)***
7. What Am I Here For' - (Duke Ellington) - (3:08)***
8. These Foolish Things - (J. Stracey – H. Marvell – H. Link) - (3:39)****
9. The Blues Walk (alternate take) - (Chris Woods) - (6:50)****
10. Daahoud (alternate take) - (Clifford Brown) - (4:06)****
11. Joy Spring(alternate take) - (Clifford Brown) - (6:44)****

*       presenti in tutte le edizioni
**     nella edizione lp 10” in versione ridotta, completa nelle altre
***   presenti nelle edizioni LP 12” e nel CD
**** presenti solo nel CD

## Formazione
- Clifford Brown – tromba
- Max Roach – batteria
- Harold Land – sassofono tenore
- George Morrow – contrabbasso
- Richie Powell – pianoforte